# 23 aprile
Il 23 aprile è il 113º giorno del calendario gregoriano (il 114º negli anni bisestili). Mancano 252 giorni alla fine dell'anno.

## Eventi
- 215 a.C. – Un tempio dedicato a Venere viene eretto sulla somma del colle del Campidoglio a Roma a ricordo della Repubblica romana sconfitta al Lago Trasimeno in Umbria
- 1014 – Irlanda, battaglia di Clontarf: Brian Boru sconfigge gli invasori vichinghi, ma rimane ucciso in battaglia
- 1323 – Pietro II di Sicilia si unisce in matrimonio con Elisabetta di Carinzia presso il Duomo di Messina
- 1348 – Inghilterra: re Edoardo III proclama il giorno di San Giorgio e fonda l'Ordine della Giarrettiera
- 1407 – A Genova nasce il Banco di San Giorgio
- 1467 - I veneziani sconfiggono gli ottomani che falliscono l'Assedio di Kruja in Albania Veneta
- 1508 – Alla morte di Guidobaldo, ultimo duca di Montefeltro, tutti i possedimenti del casato passano a Francesco Maria della Rovere
- 1513 - A Mongiovino (frazione di Panicale) Andreana, una ragazza alla quale era apparsa la Madonna, è testimone del miracolo della Moltiplicazione del pane
- 1521 – Battaglia di Villalar: Carlo V d'Asburgo, sovrano tedesco e re di Spagna come Carlo I sconfigge i Comuneros
- 1597 – Prima rappresentazione de Le allegre comari di Windsor alla presenza della regina Elisabetta I d'Inghilterra
- 1616 – Stesso giorno di morte degli scrittori William Shakespeare, Miguel de Cervantes e Garcilaso de la Vega, motivo per cui l'UNESCO ha proclamato questo giorno Giornata mondiale del libro e del diritto d'autore  (dal momento che in Inghilterra vigeva il calendario giuliano, la coincidenza è solo nominale)
- 1661 – Re Carlo II d'Inghilterra, Scozia e Irlanda è incoronato nell'Abbazia di Westminster
- 1702 – Anna di Gran Bretagna diviene regina
- 1775 – Wolfgang Amadeus Mozart musica il testo metastasiano Il re pastore
- 1799 – Il ducato di Kent viene dato al quarto figlio di Giorgio III, il principe Edoardo Augusto
- 1827 – L'esercito argentino scaccia i brasiliani nella battaglia di Camacuã
- 1836 – Dopo la sconfitta del 21 aprile, il generale messicano Antonio López de Santa Anna è in fuga travestito da contadino, ma viene catturato dai texani di Sam Houston per le acclamazioni dei prigionieri al suo cospetto
- 1859 – Ultimatum di Francesco Giuseppe a Cavour; Nepomuceno Bolognini ripara in Lombardia ed entra come ufficiale nell'esercito sabaudo
- 1867 – William Lincoln brevetta lo zootropio, apparecchio precursore del proiettore per il cinema
- 1868 – Sul quotidiano francese Le Moniteur universel si pubblica un articolo sulla mitragliatrice da poco inventata
- 1915 – In Armenia, nella notte tra il 23 e il 24 aprile scrittori, intellettuali, uomini politici vengono prelevati nelle loro case e deportarti: ha inizio il genocidio armeno
- 1918 – Prima guerra mondiale: il Guatemala dichiara guerra alla Germania
- 1920 – Il Consiglio Nazionale della Turchia rigetta il governo del sultano Mehmed VI e annuncia una temporanea costituzione
- 1925 – Viene varato il transatlantico italiano Conte Biancamano
- 1941 – Seconda guerra mondiale: a Salonicco (Grecia) le forze italo-tedesche firmano l'armistizio con la Grecia aggredita
- 1942 – Seconda guerra mondiale: in risposta al raid su Lubecca, aerei tedeschi bombardano le città inglesi di Exeter, Bath e York
- 1945
  - Durante la notte le formazioni partigiane a La Spezia sbaragliarono gli ultimi focolai di resistenza nazifascisti e si impossessarono dei centri nevralgici della città, dichiarandola libera
  - Le truppe statunitensi della 90th Infantry Division liberano il Campo di concentramento di Flossenbürg
- 1946 – La Piaggio deposita un brevetto per «motocicletta a complesso razionale di organi ed elementi con telaio combinato con parafanghi e cofano ricoprenti tutta la parte meccanica»: nasce la Vespa Piaggio
- 1948 – Guerra arabo-israeliana: il principale porto israeliano, Haifa, viene conquistato dalle forze palestinesi
- 1956
  - USA: il cantante Elvis Presley tiene il suo primo spettacolo a Las Vegas, Nevada
  - Italia: seduta inaugurale della Corte costituzionale italiana
- 1967 – Lancio in orbita della Sojuz 1: a bordo un solo cosmonauta, il colonnello Vladimir Komarov, che morirà durante le operazioni di rientro della navicella spaziale
- 1968 – USA: manifestazioni studentesche alla Columbia University contro la guerra del Vietnam
- 1971 – La rock band Rolling Stones pubblica l'album Sticky Fingers, il primo autoprodotto dalla loro etichetta discografica Rolling Stones Records, con una celebre copertina ideata da Andy Warhol
- 1976 – USA: i Ramones danno alle stampe con la Sire Records l'omonimo album di debutto, Ramones
- 1979 – Viene adottata la bandiera delle Isole Marshall
- 1982 – Viene presentato il computer Sinclair ZX Spectrum
- 1985 – Si apre a Buenos Aires il processo sulla fine dei Desaparecidos in Argentina
- 1989 – Papa Giovanni Paolo II beatifica suor Maria Margherita del Sacro Cuore, fondatrice delle Minime suore del Sacro Cuore
- 1990
  - La Namibia diventa il centosessantesimo Stato membro delle Nazioni Unite e il cinquantesimo del Commonwealth inglese
  - Viene istituito il Parco agricolo Sud Milano
- 1993 – Si svolge in Eritrea il referendum per l'indipendenza dall'Etiopia
- 1994 – Viene resa pubblica la scoperta sperimentale del quark top, una particella subatomica, la cui esistenza era stata da tempo prevista dal Modello standard
- 2001 – La Intel commercializza il processore Pentium 4
- 2005 – Viene lanciato il sito web YouTube: alle ore 20:27 viene registrato il primo account e caricato il primo video, intitolato Me at the zoo
- 2017 – Primo turno delle elezioni presidenziali in Francia
- 2018 – Attentato a Toronto

## Nati
Ci sono circa 1 200 voci su persone nate il 23 aprile; vedi la pagina Nati il 23 aprile per un elenco descrittivo o la categoria Nati il 23 aprile per un indice alfabetico.

## Morti
Ci sono circa 470 voci su persone morte il 23 aprile; vedi la pagina Morti il 23 aprile per un elenco descrittivo o la categoria Morti il 23 aprile per un indice alfabetico.

## Feste e ricorrenze

Croce di San Giorgio

### Civili
Internazionali:
- Giornata mondiale del libro e del diritto d'autore, promossa dall'UNESCO
- Giornata internazionale della lingua inglese, promossa dall'UNESCO
- Giornata internazionale della lingua spagnola, promossa dall'UNESCO

Nazionali:
- Città del Vaticano: San Giorgio, onomastico di papa Francesco (al secolo Jorge Mario Bergoglio)
- Inghilterra: Giornata nazionale (San Giorgio)
- Spagna: Giorno dell'Aragona (celebra l'autonomia dell'Aragona, nel giorno del Santo patrono)
- Spagna: Giorno di Castiglia e León (celebra l'autonomia di Castiglia e León in commemorazione della battaglia di Villalar, 1521)
- Spagna: Giorno di san Giorgio (Diada de Sant Jordi) in Catalogna
- Turchia: Giorno dei bambini e della sovranità nazionale (segna la fondazione dell'Assemblea Nazionale nel 1920)

### Religiose
Cristianesimo:
- San Giorgio, martire di Lydda, patrono di Georgia, Inghilterra, Lituania, Malta e di molti comuni
- Sant'Adalberto di Praga, vescovo e martire
- Santi 48 martiri mercedari francesi
- Sant'Etelredo del Wessex, re dei Sassoni
- Sant'Eulogio di Edessa, vescovo
- San Gerardo di Toul, vescovo
- San Giorgio di Suelli, vescovo
- San Jón Ögmundsson, vescovo
- San Marolo, arcivescovo
- Beato Egidio d'Assisi, terzo compagno di San Francesco d'Assisi
- Beata Elena Valentinis, religiosa
- Beata Maria Gabriella Sagheddu, religiosa
- Beato Sebastiano de Riccafont, mercedario
- Beata Teresa Manetti (Teresa Maria della Croce), fondatrice delle Suore carmelitane di Santa Teresa

Religione romana antica e moderna:
- Vinalia (Vinalia priora Iovi)
- Natale di Venere Ericina

Ásatrú:
- Festa di Ingeld e di Sigurd, eroi nordici, simbolo di coraggio